# Bifluorure d'ammonium
Le bifluorure d'ammonium est un composé de formule NH4HF2. Il est produit à partir d'ammoniac et de fluorure d'hydrogène (acide fluorhydrique). C'est un sel blanc à translucide qui peut être utilisé dans la gravure du verre. Par chauffage, il régénère l'acide fluorhydrique, et peut donc être considéré comme une forme commode pour le transport et la manipulation de cet acide.